# 海登山 (加利福尼亞州)
海登山（英語：Hayden Hill）是位於美國加利福尼亞州拉森縣的一個非建制地區。該地的面積和人口皆未知。

## 地理
海登山的座標為40°59′44″N 120°53′14″W / 40.99556°N 120.88722°W，而該地的平均海拔高度為1742米（即5715英尺）。